# Никифор (цезарь)
Никифор (750-е — не ранее 812, Авша, Византия) — политический деятель Византийской империи, цезарь. Сын византийского императора Константина V. Пять раз поднимал восстания в попытке стать императором.
Происходил из Исаврийской династии. Старший сын (вместе с братом-близнецом Христофором) императора Константина V и его третьей жены Евдокии. Родился в 756 или 758 году в Константинополе. В 769 году получил титул цезаря. В 775 году после смерти отца и восхождения на престол своего старшего сводного брата Льва IV между братьями начались раздоры. В том же году император забрал значительную часть денег, которые шли на содержание Никифора и его братьев. В 776 году Никифор возглавил заговор против брата-императора; заговор был раскрыт, в результате чего Никифор потерял титул цезаря, а его сообщники были пострижены в монахи и сосланы.
В 780 году после внезапной смерти Льва IV власть унаследовал его малолетний сын Константин VI, но фактическую власть получила мать нового императора Ирина, которая к тому же была сторонницей восстановления иконопочитания. Против неё созрел заговор во главе с Никифором, к которому присоединились дромологофет Григорий, наместники азиатских фем и его братья. Но и этот заговор был раскрыт. Никифора вместе с братьями Никитой, Христофором и Анфимом постригли в монахи и сослали; их имущество было конфисковано.
В 792 году после поражения византийских войск в битве у крепости Маркелы против болгарского хана Кардама, тагмы императорской гвардии взбунтовались. В результате Никифор был объявлен императором. Однако император Константин VI быстро подавил беспорядки — Никифора ослепили, а его братьям отрезали языки; затем их всех заключили в монастырь Ферапия близ Константинополя.
В 797 году после свержения Константина VI его собственной матерью Ириной, Никифор с братьями бежал в Константинополь, где в соборе Святой Софии попытался объявить себя императором, но не нашёл поддержки. После этого Никифора с братьями сослали в Афины. В марте 799 года при поддержке местных стратиотов он пытался перетянуть на свою сторону войска фемы Эллада, однако мятеж быстро подавили. Братьев Никифора ослепили, после чего их всех отправили на остров Патмос в Мраморном море.
В 812 году после того, как часть войска подняла мятеж в попытке возвести на трон Никифора, тогдашний император Михаил I приказал перевести Никифора с братьями на остров Афусия, где тот вскоре умер.